# 东澳岛
东澳岛，位于中国广东省珠海市香洲区东南部万山群岛中部。岛屿总面积4.663平方公里。岛上人口约400人，主要居住于东澳村。森林覆盖率达80%以上，为广东4A级旅游景区。

地中海會在2014年6月20日在珠海東澳島開業。

## 主要景观
- 蜜月阁
- 求子泉
- 东澳岛铳城，是一座清朝古城堡，它建於1729年，曾駐清兵50人，用以對付葡萄牙殖民者和侵略者。作爲虎門外第一道防線，東澳銃城的歷史比鴉片戰爭還要早100年。
- 海關遺址，是清政府於1898年籌建，以代替撤出的九龍海關長洲税廠的職能。
- 將軍石林
- 萬海平波

## 外部連結
- Club Med 東澳島

22°01′06″N 113°42′35″E / 22.018389°N 113.709822°E